# ヒューゴ・ヨハンソン
ヒューゴ・ヨハンソン（スウェーデン語: Hugo Johansson、1900年3月28日 - 1983年1月31日）は、オーランド諸島の政治家、オーランド諸島自治政府第3代首相。